# António dos Santos França
António dos Santos França Ndalu (Mupa, Cunene, 8 d'abril de 1938) fou un futbolista, militar i polític d'Angola. És conegut popularment com "el general dels generals".

## Biografia
Va marxar d'Angola a Portugal el 1958 i va estudiar a Coïmbra. Aquell any començà a jugar a futbol professional i fou fitxat pel Sporting Clube de Portugal, club en el qual s'integrarà la Comissió del Centenari de l'honor. El 1960 va fitxar per l'Associação Académica de Coimbra, club que va deixar el 1962, després d'acabar els estudis.
Aquell mateix any es va adherir al MPLA. La persecució de la PIDE l'obligà a marxar de Portugal, i a unir-se als altres nacionalistes que lluiten contra l'opressió colonial. Va ser el primer angolès enviat a estudiar a Cuba. Va estudiar agronomia a l'Institut Superior de Ciències Agropecuàries de l'Havana (ISCAH). Va obtenir la ciutadania cubana com l'argentí Che Guevara i el dominicà Máximo Gómez. Com a ciutadà cubà, "Ndalu" va jugar a futbol amb la selecció cubana i van estudiar arts militars.
Va tornar a Angola poc abans de la independència i es va integrar a les Forces Armades Populars d'Alliberament d'Angola, del que en fou cap d'estat major de la IX Brigada que va lluitar contra el Front Nacional d'Alliberament d'Angola a la batalla de Quifangondo. Uns anys després fou nomenat secretari de cultura i d'esport. El desembre de 1981 José Eduardo dos Santos el va nomenar vice-ministre de Defensa, i el 1988 el president dos Santos el va fer general i cap d'estat major de les FAPLA. En febrer de 1991 fou nomenat vice-ministre de Defensa.
José Eduardo dos Santos li va confiar l'abril de 1989 encapçalar les converses secretes amb el règim de l'apartheid sud-africà i la delegació angolesa a la cimera de Gbadollite al Zaire, i també participà en els acords de Bicesse el maig de 1991 a Portugal entre el MPLA i UNITA.
En març de 1994 José Eduardo dos Santos el va nomenar conseller especial del President. En maig de 1995 el va nomenar ambaixador als Estats Units, càrrec que va deixar a petició pròpia en desembre de 2000. De retorn a Luanda es dedicà als negocis i fou membre del consell d'administració de De Beers Angola d'octubre de 2005 a març de 2010.
El març de 2012 fou citat pel procurador general de la República per un afer de tortures, actes de barbàrie i assassinats a la regió diamantífera de Lundas al Nord-Est de l'Angola. La denúncia finalment fou arxivada.